# 十里河水库
十里河水库是中国山西省大同市左云县境内的一座水库，位于十里河上，建于1976年。水库正常库容为386万立方米，集雨面积为127平方千米，海拔为1318.2米。